# Wilhelm Spindler (Bürgerrechtler)
Wilhelm Spindler (* 16. April 1923 in Bannholz bei Weilheim im Südschwarzwald; † 12. Januar 2013 in Freiburg im Breisgau) war ein deutscher Sinto und Bürgerrechtler.

## Werdegang
Wilhelm Spindler verlor während der Zeit des Nationalsozialismus als Angehöriger der Gruppe der Sinti zahlreiche seiner Angehörigen. 1944 wurde er zwangssterilisiert.
Spindler war Mitbegründer der Sinti Union Freiburg sowie 1982 Mitbegründer des Zentralrats Deutscher Sinti und Roma. Von 1982 bis 2010 war er Stellvertretender Vorsitzender des Zentralrats und wurde nach gesundheitsbedingtem Rücktritt zu dessen erstem Ehrenvorsitzenden gewählt.

## Ehrungen
- 1998: Bundesverdienstkreuz am Bande
- 2013: Verdienstkreuz 1. Klasse des Verdienstordens der Bundesrepublik Deutschland